# Fagnano Olona
Fagnano Olona é uma comuna italiana da região da Lombardia, província de Varese, com cerca de 10.418 habitantes. Estende-se por uma área de 8,63 km², tendo uma densidade populacional de 1302 hab/km². Faz fronteira com Busto Arsizio, Cairate, Cassano Magnago, Gorla Maggiore, Locate Varesino (CO), Olgiate Olona, Solbiate Olona.

## Demografia
| Variação demográfica do município entre 1861 e 2011                               |
|                                                                                   |
| Fonte: Istituto Nazionale di Statistica (ISTAT) - Elaboração gráfica da Wikipedia |